# In My Darkest Hour
"In My Darkest Hour" is een single van de Amerikaanse thrashmetalband Megadeth. Het nummer staat op het in 1988 uitgebrachte album So far, so good... so what! en is volgens bandleider en schrijver Dave Mustaine een ode aan de in 1986 overleden bassist van Metallica, Cliff Burton (die Mustaine nog gekend had uit zijn eigen dagen in Metallica, tussen 1981 en 1983). "In My Darkest Hour" werd weldra een vaste waarde in de optredens van Megadeth.